# Natalie Moszkowska
Pour les articles homonymes, voir Moszkowski.
Natalie Moszkowska, née le 1er mai 1886 à Varsovie et morte le 26 novembre 1968 à Zurich, est une économiste socialiste qui a apporté des contributions significatives à la théorie marxienne de la valeur et des crises, au concept de capital monopoliste et à l'interprétation économique des dépenses militaires.

## Biographie
Natalie Moszkowska est née le 1er mai 1886 à Varsovie. Ses parents sont Alexander Moszkowski et d'Eveline Juhwihler. Elle est membre du parti social-démocrate polonais. Autour de 1900, à la suite de persécutions de la part du gouvernement tsariste, elle émigre de l'Empire russe en Suisse où elle commence ses études à l’université de Zurich. Le 18 juillet 1914, elle obtient le titre de docteur oeconomiae publicae de l'université de Zurich sous la direction de Heinrich Sieveking. Elle a rédigé sa thèse de doctorat sur les caisses d'épargne des travailleurs dans les industries du charbon et de l'acier en Pologne. Comme indiqué dans sa thèse, elle a travaillé sur la base de documents russes, auxquels elle aurait eu accès lors de son ultime séjour dans le royaume de Pologne en 1911. Fin 1918, dans le contexte de la révolution d'Octobre de 1917 et de la « révolution de novembre » 1918 alors en cours en Allemagne, les autorités helvétiques suspectent Natalie Moszkowska d’être une « agitatrice pour le compte du bolchevisme ». Comme Moszkowska et Leiba Chaim Kaplan sont restées plus longtemps que prévu à l'Alpenhotel de Weesen-Amden en Suisse, la police cantonale de Saint-Gall a été chargée de surveiller cette « paire de Russes », qui recevait « fréquemment du courrier postal recommandé ».
En 1923 au plus tard, elle s’installe à Zurich, où elle travaille comme tutrice et écrit pour la presse syndicale et socialiste. Elle ne s’est jamais mariée. Elle publie trois autres livres ainsi que de nombreux articles, et elle participe activement aux débats sur des questions économiques au sein du Parti socialiste suisse, dont elle était membre. Elle entretient également des contacts depuis Zurich avec la communauté scientifique internationale (par exemple avec Maurice Dobb, Adolf Lowe ou Edgar Salin). Elle meurt le 26 novembre 1968.

## Œuvres principales

### Das Marxsche System(1929)

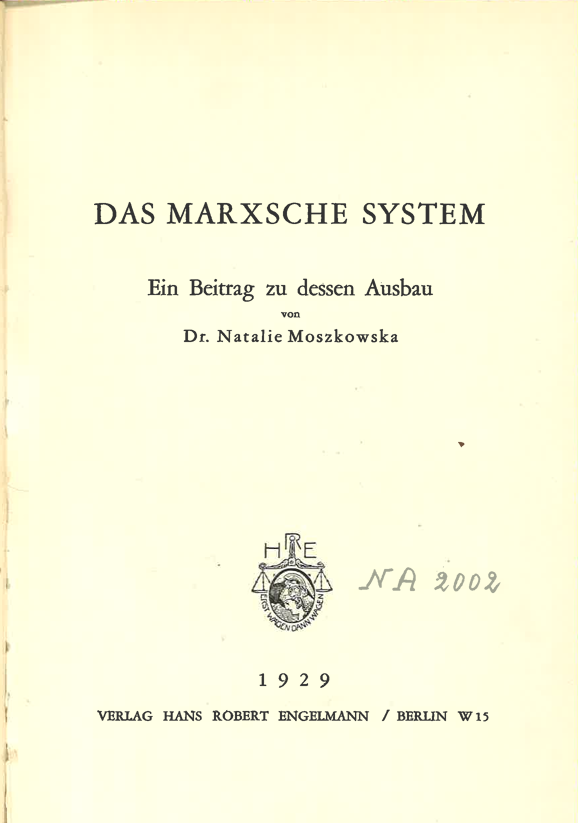
Page de titre de Moszkowska (1929). Das Marxsche System. Ein Beitrag zu dessen Ausbau

Le premier livre de Moszkowska après sa thèse, Das Marxsche System (en français, le système marxiste), a été publié en 1929 chez l'éditeur berlinois Robert Engelmann. La première partie du livre commence par une défense de la théorie de la valeur-travail dans une perspective très proche de celle de Ladislaus von Bortkiewicz, en utilisant un nombre inhabituellement élevé d'exemples numériques de la transformation des valeurs en prix de production.
Des similitudes avec Bortkiewicz sont également apparentes dans la deuxième partie du livre, où elle critique le traitement par Marx de la baisse du taux de profit dans le volume III du Capital. Moszkowska soutient que les capitalistes n’introduiront une nouvelle machine que si cette dernière économise au moins autant de travail rémunéré qu'il en coûte pour la produire. Ce faisant, toutes les avancées technologiques augmentent la productivité du travail ; leur effet sur le taux de profit dépend de l'augmentation de la productivité via l'augmentation de la quantité de moyens de production par travailleur. Moszkowska a le grand mérite d’avoir décrit (bien qu’avec une analyse technique défectueuse) ce qui sera plus tard connu sous le nom de théorème d'Okishio : des innovations viables qui réduisent le taux de profit sont associées à une hausse des salaires réels. Elle conclut que la théorie de la baisse du taux de profit ne doit pas être interprétée comme une prédiction historique, mais comme une relation fonctionnelle taux de plus-value et le taux de profit. Elle pourrait autant bien s'appeler « la loi de la baisse tendancielle du taux de profit » que « la loi de la hausse tendancielle du taux d'exploitation », et, dans les faits, c’est la deuxième tendance qui a prévalu.
Dans la troisième partie de son livre, Moszkowska applique ces conclusions à la théorie des crises, rejetant le modèle du taux de profit contenu dans le volume III du Capital et s'opposant également à l’idée selon laquelle les disproportionnalités entre les différentes branches de la production seraient la cause sous-jacente du cycle économique. S'il y a en effet une disproportion fondamentale dans l'économie capitaliste, affirme-elle, c’est dans le domaine de la distribution. Une part des profits excessive favorise la suraccumulation du capital et donne lieu à des crises de sous-consommation, tandis que si les salaires réels augmentent rapidement, alors que le chômage diminue, la baisse de rentabilité qui en résultera mettra fin à la prospérité. Pour Moszkowska, c’est la sous-consommation qui est l’explication la plus puissante.

### Zur Kritik moderner Krisentheorien(1935)

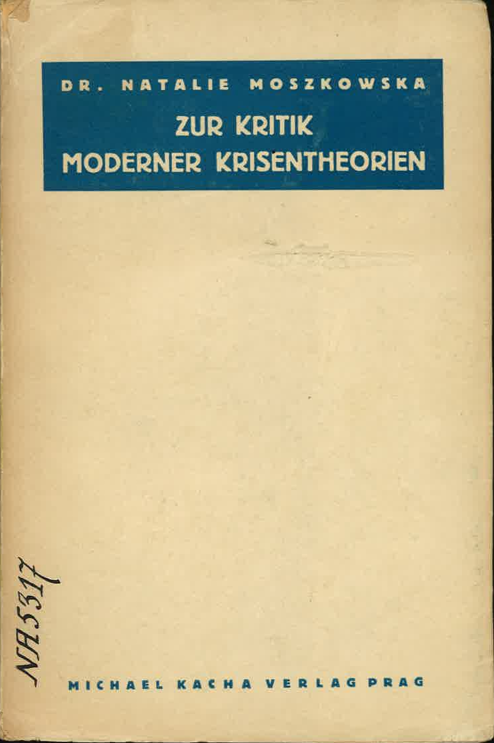
Page de couverture de Natalie Moszkowska (1935). Zur Kritik Moderner Krisentheorien.

Dans son second ouvrage, Zur Kritik moderner Krisentheorien (en français, critique des théories modernes des crises), publié en 1935, Natalie Moszkowska critique les théories des crises d’auteurs socialistes récents, allemands et autrichiens, comme Adolph Lowe, Emil Lederer, Henryk Grossmann, Otto Bauer et Gustav Landauer.
Dans ses critiques, Moszkowska soutient qu’il est nécessaire que les salaires suivent la croissance de la productivité du travail, c’est-à-dire que la part des salaires reste constante, pour que l’équilibre macroéconomique se maintienne. Elle revient également sur le progrès technique, sujet déjà développé dans son précédent livre, pour affirmer avec conviction que ce dernier est synonyme de hausse du taux de profit. L’ouvrage évoque également la période de dépression, évènement dans tous les esprits au moment où elle écrit, où la plus-value devrait s’accroître encore plus vite à cause de la disparité d’ajustement des prix : les salaires monétaires et les prix des matières premières s’effondrent plus vite que les prix des biens manufacturés.

Dans ce second livre, Natalie Moszkowska s’inscrit pleinement dans la théorie de la sous-consommation, dont elle se sert pour expliquer la décadence du capitalisme :
« Si le fossé entre la production et la consommation se creuse au-delà d'un certain point et si le défaut de consommation atteint une certaine ampleur, la paupérisation, de relative, devient absolue. La production décroît, les ouvriers se retrouvent sur le pavé.Si le capitalisme classique a été caractérisé par une paupérisation relative, le capitalisme moderne l'est donc par une paupérisation absolue.Et cette paupérisation absolue, insupportable à la longue, est grosse du déclin du capitalisme. »
La Grande Dépression de 1930 en est d’ailleurs la preuve pour Natalie Moszkowska.
Ce second livre marque un tournant dans sa manière de penser et tout porte à penser qu’elle anticipe l’avènement proche d’une crise permanente du capitalisme, à cause de l’écart grandissant entre consommation et production.

### Zur Dynamik des Spätkapitalismus(1943)

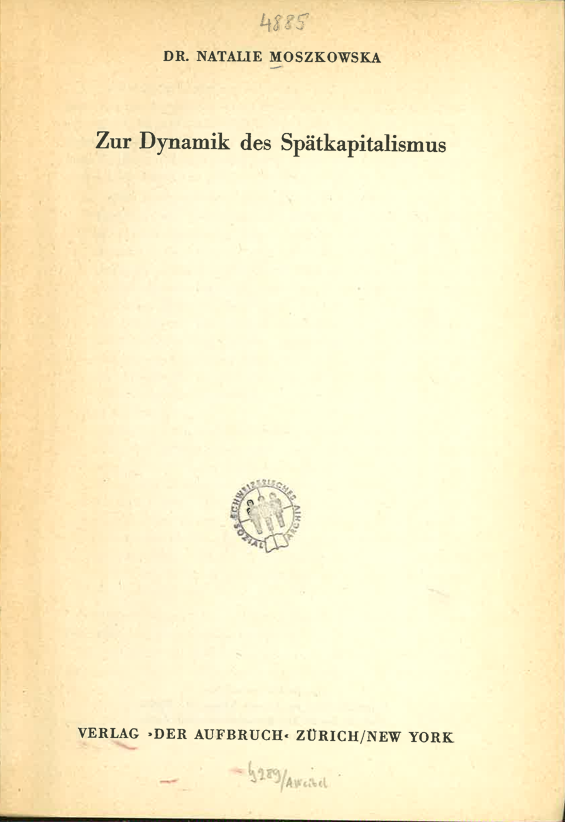
Page de titre de Natalie Moszkowska (1943). Zur Dynamik des Spätkapitalismus.

Dans son troisième livre, Zur Dynamik des Spätkapitalismus (en français, la dynamique du capitalisme tardif), Natalie Moszkowska poursuit sa critique de la baisse tendancielle du taux de profit, en revenant sur deux approches des crises, la sous-accumulation et la sur-accumulation. La sous-accumulation est selon elle compatible avec la théorie contemporaine des cycles et avec l’analyse du volume III du Capital de Marx, comme loi « naturelle » ou « éternelle » du capitalisme. Or, d’après Moszkowska, l’économie politique marxiste devrait se concentrer sur les lois «sociales» et «historiques», comme la sur-accumulation (qui n’est qu’un autre nom pour la sous-consommation).
Moszkowska poursuit par une analyse du problème des faux frais (ou gaspillage), qui n’est qu’une manière de combler le fossé entre la production de la société et sa consommation, via une mauvaise utilisation des ressources (à cause notamment de contrôles à l’importation ou de dumping des exportations), et surtout des dépenses d’armement ainsi que les coûts économiques et sociaux énormes de la guerre. Elle en conclut que le libéralisme bourgeois et le réformisme de la social-démocratie ne sont plus viables, et que les seules alternatives au socialisme sont désormais le fascisme, l’impérialisme, et la guerre.

## Liste des publications

### Ouvrages
- Moszkowska, N. (1917). Arbeiterkassen an den privaten Berg- und Hüttenwerken im Königreich Polen: ein Beitrag zur Geschichte der Wohlfahrtseinrichtungen der Arbeitgeber. Stuttgart: Dietz Nachf. (Publication de sa thèse de doctorat de 1914).

- Moszkowska, N. (1929). Das Marxsche System: ein Beitrag zu dessen Ausbau. Berlin: Engelmann, H. R.

- Moszkowska, N. (1935). Zur Kritik moderner Krisentheorien. Prag:  Neuen Weltbühne.

- Moszkowska, N. (1943). Zur Dynamik des Spätkapitalismus. Zürich: Der Aufbruch.

### Sélection d'articles
- Moszkowska, N. (1933). Kapitalnot oder Absatznot?. Rote Revue: sozialistische Monatsschrift, 31: 308-312.
- Moszkowska, N. (1938). Zum Problem der Wert- und Preisrechnung - eine Erwiderung [betr. Emil J. Walter]
- Moszkowska, N., Brügel, J.W. (1951). Kapitalismus nach den Weltkriegen. Rote Revue: sozialistische Monatsschrift, 30: 461-466.
- Thürig, W., Moszkowska, N. (1952). Der alte und der neue Faschismus. Rote Revue: sozialistische Monatsschrift, 31: 14-20.
- Brügel, J.W., Moszkowska, N. (1952). Wer hat den Kapitalismus gerettet? Rote Revue: sozialistische Monatsschrift, 12: 76-83, 288.
- Moszkowska, N. (1952). Das kapitalistische Endstadium. Rote Revue: sozialistische Monatsschrift, 31: 145-154.
- Miville, C., Moszkowska, N., V.G. (1952). Wer treibt zum Krieg? Rote Revue: sozialistische Monatsschrift, 31: 245-250.
- Moszkowska, N. (1952). Oekonomische und politische Auswirkungen der Rüstungen. Arbeit und Wirtschaft, Vienna, 6.Jg./Nr. 3
- Moszkowska, N., Zajfert, T., Bührer, J. (1954). Kleinhaltung des Massenkonsums und wirtschaftliche Entwicklung. Rote Revue: sozialistische Monatsschrift, 33: 116-123, 137-140, 165-168.
- Moszkowska, N. (1955). Hemmnisse der demokratischen Entwicklung. Der öffentliche VPOD-Dienst, 48.
- Moszkowska, N. (1955). Kreditinflation und Teuerung. Rote Revue, 34: 30-39.
- Moszkowska, N. (1958). Kapitalistische Wirtschaftswunder, Gewerkschaftliche Monatshefte, 9(4): 224-228.
- Moszkowska, N. (1959). Das Krisenproblem bei Marx und Keynes. Schmollers Jahrbuch für Gesetzgebung, Verwaltung und Volkswirtschaft, 79(6): 665-701.
- Moszkowska, N. (1960). Erwartung und Wirklichkeit, Periodikum für Wissenschaftlichen Sozialismus, 16: 5-16.
- Moszkowska, N. (1963). Wandlung der Methode und des Erkenntnisobjektes der Nationalökonomie. Schmollers Jahrbuch für Gesetzgebung, Verwaltung und Volkswirtschaft, 83(3): 269-293.
- Moszkowska, N. (1965). Methodologischer Subjektivismus in der Nationalökonomie. Schmollers Jahrbuch für Gesetzgebung, Verwaltung und Volkswirtschaft, 85: 513-524.

### Archives
Les archives de Natalie Moszkowska se trouvent aux Archives sociales suisses à Zürich (côte: Ar 121), où l'on trouve de nombreux tapuscrits annotés (d'articles ou d'ouvrages publiés ou non), ainsi que quelques lettres et encarts publicitaires pour la promotion de ses ouvrages. D'autres documents concernant Natalie Moszkowska sont conservés dans les archives du parti socialiste suisse, qui se trouvent dans la même institution (côte: Ar 1).